# Черкаський інститут пожежної безпеки імені Героїв Чорнобиля
Черкаський інститут пожежної безпеки імені Героїв Чорнобиля Національного університету цивільного захисту України  — заклад вищої освіти IV рівня акредитації державної форми власності, відокремлений структурний підрозділ Національного університету цивільного захисту України.
Інститут є членом Європейської асоціації навчальних закладів пожежних служб European Fire Service College's Association (EFSCA).
За роки свого існування навчальний заклад підготував близько двадцяти тисяч молодших спеціалістів, бакалаврів, спеціалістів та магістрів, які нині працюють як в Україні, так і в багатьох країнах близького та далекого зарубіжжя. Серед колишніх вихованців інституту — 25 генералів.

## Історія
Навчальний заклад (тоді Черкаське пожежно-технічне училище; згодом — Черкаський інститут пожежної безпеки імені Героїв Чорнобиля) був створений наказом МВС СРСР від 26 червня 1973 року за № 0328. Фундаторами нового навчального закладу стали генерал-майор вн. сл. О. В. Герасимов, майбутній генерал-майор вн. сл. П. М. Десятников та полковник вн. сл. О. Е. Стоянович. За цей час підготовлено понад сім із половиною тисяч молодших спеціалістів та спеціалістів для пожежної охорони, які нині працюють в Україні та багатьох країнах СНД. У червні 2017 р. засновникам навчального закладу в інституті була урочисто відкрита меморіальна дошка.

### 1970-ті
З 10 січня 1973 р. до 29 червня 1981 р. навчальний заклад очолював полковник внутрішньої служби кавалер ордена Слави ІІІ та ІІ ступенів Стоянович Олег Едуардович.
З 1 жовтня 1973 р. розпочалися заняття на сформованих пожежно-тактичному, пожежно-технічному, пожежно-профілактичному циклах, на циклі суспільних наук та циклі військово-фізичної підготовки. З жовтня 1973 р. розпочала діяльність навчальна пожежна частина.
В жовтні 1974 р. в училищі було створено бюро раціоналізації та винахідництва.
З 1975 р. на базі Черкаського пожежно-технічного училища регулярно проводилася перепідготовка працівників пожежної охорони. Училище стало базовим для проведення загальносоюзних нарад керівного складу пожежної охорони СРСР.
У 1979 р. особовий склад училища готувався до несення служби на об'єктах Олімпіади-80 у Москві. За успішне виконання завдань з забезпечення громадського порядку в Олімпійському селищі, особовий склад училища був нагороджений дипломом Міжнародного олімпійського комітету та удостоївся подяки міністра внутрішніх справ СРСР.

### 1980-ті
з 30 червня 1981 р. до 27 грудня 1994 р. навчальний заклад очолював полковник внутрішньої служби Володимир Олексійович Лобода. Під його керівництвом у навчальному процесі почали використовувати електронно-обчислювальну техніку, створили замкнену систему внутрішнього телебачення, яка передавала інформацію в навчальні кабінети та курсантські підрозділи, з'явився перший кабінет інформатики.
В училищі діяло 26 навчальних кабінетів і лабораторій, навчальна пожежна частина, дві навчальні пожежні вежі, смуга з перешкодами, теплодимокамера, технічна частина з майстернями та гаражами. У розпорядженні особового складу був клуб на 500 місць, бібліотека з фондом більш ніж у 130 тисяч книг, спортзал.
У другій половині 80-х років ХХ ст. три батальйони, сформовані з офіцерів і курсантів, більш ніж півроку охороняли громадський порядок у Баку (Республіка Азербайджан). Очолювали батальйони офіцери: Валерій Павлович Дмитрюк, Валерій Григорович Некора, Василь Борисович Самчук. Місцеве населення з великою повагою ставилось до українських миротворців. Після закінчення служби в Баку МВС Азербайджану нагородило 15 осіб начальницького складу і 27 курсантів батальйону медалями, грамотами, цінними подарунками.
У 1990 р. було започатковано цикл практичного навчання. Реалізована практична підготовка фахівця пожежної охорони за всіма напрямами: робота з технічним обладнанням, гасіння пожеж у спеціальних протигазах, управління автомобілем тощо. Це був перший цикл практичного навчання серед усіх навчальних закладів МВС Радянського Союзу.

### 1990-ті
з 28 грудня 1994 р. до 1 квітня 2004 р. та з 12 квітня 2005 р. до 13 березня 2007 р. навчальний заклад очолював кандидат технічних наук, доцент, заслужений працівник освіти України, дійсний член Академії будівництва України генерал-майор внутрішньої служби Микола Григорович Шкарабура.
Відповідно до наказу Міністерства освіти та Міністерства внутрішніх справ України від 12 травня 1995 р. № 130/285 у співдружності з Черкаським інженерно-технологічним інститутом було створено Міжвідомчий навчально-науковий комплекс із підготовки спеціалістів для Державної пожежної охорони України з вищою освітою — інженерів протипожежного захисту.
З 1995 р. в училищі було запроваджено проведення навчальних практик на посадах пожежника, старшого пожежника, командира відділення у гарнізонах оперативно-рятувальної служби за місцем проживання (і, як правило, майбутньої роботи). Збільшено також час на проведення стажування на посадах начальника караулу, інспектора та інженера. Традиційними стали практичні навчання на полігоні У ДСНС України в Чернігівській області, розташованому поблизу м. Прилук.
У жовтні 1996 р. у житті навчального закладу відбулася значна подія: голова обласної державної адміністрації Василь Цибенко вручив училищу Прапор. Рішенням Державної акредитаційної комісії України від 17 грудня 1996 р. Черкаському пожежно-технічному училищу МВС України було надане право на здійснення освітньо-професійної діяльності за III рівнем акредитації.
9 червня 1997 року Постановою Кабінету Міністрів України № 550 на базі училища було створено Черкаський інститут пожежної безпеки, якому надано почесне ім'я Героїв Чорнобиля.
З квітня 1998 р. в навчальному закладі розпочався випуск вісника Черкаського інституту пожежної безпеки імені Героїв Чорнобиля — газети «Вогнеборець».
З 30 червня 1998 р. на підставі наказу МВС України № 478 «Про вдосконалення структури Черкаського інституту пожежної безпеки імені Героїв Чорнобиля МВС України» в інституті розпочалася підготовка студентів на контрактній основі.
З вересня 2000 р. згідно з Положенням про підготовку науково-педагогічних та наукових кадрів у вищих навчальних закладах і науково-дослідних установах МВС України в інституті було відкрито ад'юнктуру. Підготовка ад'юнктів стала здійснюватися за спеціальністю 21.06.02 «Пожежна безпека». З 2002 р. Вчена рада інституту отримала право розглядати питання щодо присвоєння вченого звання «доцент», а з 2009 р. — «професор».

### 2000-ні
В квітні 2001 р. Державна акредитаційна комісія України надала інституту право на підготовку фахівців за спеціальністю «Пожежна безпека» освітньо-кваліфікаційного рівня «магістр».
У листопаді 2001 р. від імені Президента України заступник Державного секретаря МВС України генерал-полковник міліції Микола Іванович Ануфрієв вручив інституту державний Прапор МВС України нового зразка.
У квітні 2002 р. під час навчань на полігоні поблизу смт Варва, окрім 320 представників ЧІПБ до створеного на місці проведення навчань зведеного загону пожежогасіння увійшли також сили та засоби Міністерства надзвичайних ситуацій Республіки Білорусь.
Рішеннями ДАК України від 4 червня 2002 року, інститут визнано акредитованим за IV рівнем зі спеціальності 8.092801 «Пожежа безпека» (протокол № 39; сертифікат від 10.10.2002 р., серія НД-IV, № 247730), а 9 липня 2002 року навчальний заклад був акредитований за IV рівнем у цілому (протокол № 40, сертифікат від 10.10.2002 р., серія СД-IV № 247731) і змінив назву на «Академія пожежної безпеки імені Героїв Чорнобиля».
з 2 квітня 2004 р. до 11 квітня 2005 р. навчальний заклад очолював кандидат технічних наук, доцент генерал-майор служби цивільного захисту Володимир Степанович Бабенко.
У 2004 р. зведений батальйон Черкаського інституту пожежної безпеки імені Героїв Чорнобиля представляв Міністерство України з питань надзвичайних ситуацій у парадах військ, які пройшли у м. Києві з нагоди 13-ї річниці незалежності України та 60-річчя визволення України від фашистських загарбників. 14 жовтня 2004 р. вперше 224 курсанти-першокурсники складали Присягу працівника служби цивільного захисту України. Інститут відвідав Міністр України з питань надзвичайних ситуацій генерал-полковник внутрішньої служби Григорій Васильович Рева. Було відкрито православний храм-каплицю на честь ікони Божої Матері «Неопалима купина». З 2004 р. традиційною стала участь співробітників та курсантів інституту у співдружності з делегаціями профільних навчальних закладів Польщі, Литви, Румунії, Німеччини та Естонії у щорічних міжнародних рятувальних навчаннях «European Rescue Workshop Fenix» у  Республіці Польщі.
У червні 2005 р. була здана в експлуатацію нова база газодимозахисної служби.
17 лютого 2006 р. відбулося урочисте відкриття спортивно-оздоровчого комплексу інституту.
з 14 березня 2007 р. до 17 січня 2008 р. та з 17 червня 2010 р. до 26 червня 2013 р. навчальний заклад очолював кандидат психологічних наук, професор, генерал-майор служби цивільного захисту Микола Андрійович Кришталь.
30 серпня 2007 р. згідно з розпорядженням Кабінету Міністрів України № 681 інститут був перетворений в Академію пожежної безпеки імені Героїв Чорнобиля МНС України.
з 17 січня 2008 р. до 16 березня 2010 р. навчальний заклад очолював кандидат психологічних наук, доцент генерал-лейтенант служби цивільного захисту Віталій Петрович Бут. У жовтні 2008 р. кінологічні розрахунки Академії пожежної безпеки імені Героїв Чорнобиля МНС України були занесені до Європейського реєстру міжнародних місій з пошуково-рятувальних робіт. у грудні 2008 р. лабораторія контролю за обігом небезпечних речовин академії, єдина серед навчальних закладів держави, успішно пройшла атестацію на технічну компетентність і незалежність з вимірювань у сфері поширення державного метрологічного нагляду при контролі стану навколишнього природного середовища та моніторингу надзвичайних ситуацій. З квітня 2008 р. у навчальному закладі почав видаватися науковий часопис «Пожежна безпека: теорія і практика», який згодом був внесений до переліку фахових видань ВАК України.

### 2010-ті
25 травня 2012 р. за рішенням Державної акредитаційної комісії України, навчальний заклад отримав ліцензію на провадження освітньої діяльності за напрямами: 6.170201 «Цивільний захист», 6.030102 «Психологія», перепідготовки спеціалістів зі спеціальності 7.17020301 «Пожежна безпека», підвищення кваліфікації керівних кадрів у галузі знань 1701 «Цивільна безпека» та підготовки іноземних громадян за акредитованими напрямами. Відповідно до наказу Міністерства освіти і науки, молоді та спорту України від 26 жовтня 2012 р. за № 1204 було розширено перелік наукових спеціальностей в ад'юнктурі академії — отримано дозвіл на підготовку ад'юнктів за спеціальністю 19.00.09 — «Психологія діяльності в особливих умовах».
з 2 липня 2013 р. до 16 грудня 2014 р. навчальний заклад очолював кандидат історичних наук, доцент, старший науковий співробітник, заслужений працівник цивільного захисту України, академік Академії будівництва генерал-майор служби цивільного захисту Василь Миколайович Андрієнко.
У лютому 2013 р. в академії було відкрито комплекс із моделювання та ліквідації надзвичайних ситуацій, а у вересні 2013 р. навчальний заклад відновив навчання іноземців — було проведено перший набір представників Азербайджанської Республіки.
Рішенням Атестаційної колегії Міністерства освіти і науки, молоді та спорту України щодо діяльності спеціалізованих вчених рад в Академії пожежної безпеки імені Героїв Чорнобиля було відкрито спеціалізовану вчену раду К 73.736.01 з правом прийняття до розгляду та проведення захисту дисертацій на здобуття наукового ступеня кандидата технічних наук за спеціальністю 21.06.02 «Пожежна безпека». Перший захист дисертації на здобуття наукового ступеня кандидата технічних наук відбувся 19 вересня 2013 р.
За розпорядженням Кабінету Міністрів України від 13 листопада 2013 року №896-р "Про реорганізацію Академії пожежної безпеки імені Героїв Чорнобиля" та наказом ДСНС України від 11 грудня 2013 р. № 752, Академію пожежної безпеки імені Героїв Чорнобиля було реорганізовано в Черкаський інститут пожежної безпеки імені Героїв Чорнобиля Національного університету цивільного захисту України.
У квітні 2015 р. інститутом були отримані ліцензії для підготовки фахівців освітньо-кваліфікаційного рівня «бакалавр» за напрямом 6.170202 «Охорона праці» та 6.040106 «Екологія, охорона навколишнього середовища та збалансоване природокористування».
З січня 2015 р. виконуючим обов'язки проректора Національного університету — начальника Черкаського інституту пожежної безпеки імені Героїв Чорнобиля Національного університету цивільного захисту України був призначений кандидат технічних наук, професор Олександр Михайлович Тищенко.
26 квітня 2016 року відкритий Народний музей інституту, відкриття приурочено до 30-их роковин Чорнобильської трагедії.
11 червня 2016 р. в інституті відбулося відкриття меморіальних дошок випускникам навчального закладу, які загинули під час проведення антитерористичної операції на Сході України: Ігорю Бойку та Олексію Панченку. Обидва вступили добровольцями до збройних сил України. Олексій Панченко служив у черкаському взводі, сформованому в серпні 2014 р., 90-го окремого десантного батальону «Житомир» у складі 95-ї окремої аеромобільної бригади. 19 січня 2015 р. під час бою в районі аеропорту Донецька Олексій Панченко був смертельно поранений. Ігор Бойко служив на посаді розвідника-снайпера 128-ї гірсько-піхотної бригади, загинув 30 січня 2015 р.
У липні 2016 р. інститут був акредитований за напрямом підготовки фахівців освітньо-кваліфікаційного рівня «бакалавр» 6.030102 «Психологія» та отримав ліцензію на підготовку магістрів. Наказами МОН України від 4 листопада 2016 р. № 1488л та 3 березня 2017 р. № 38л інститут отримав ліцензію на підготовку студентів з бакалаврського та магістерського рівнів зі спеціальності 081 «Право».
У 5 жовтня 2018 р. відкрили добудовану частину навчального пожежно-рятувального підрозділу для нової, сучасної високогабаритної техніки.

### Керівники
- Стоянович Олег Едуардович (10 січня 1973 р. — 29 червня 1981 р.) — начальник Черкаського пожежно-технічного училища
- Лобода Володимир Олексійович (30 червня 1981 р. — 27 грудня 1994 р.)
- Шкарабура Микола Григорович (28 грудня 1994 р. — 1 квітня 2004 р.) — ректор Черкаського інституту пожежної безпеки імені Героїв Чорнобиля МВС України
- Бабенко Володимир Степанович (22 квітня 2004 р. — 11 квітня 2005 р.)
- Шкарабура Микола Григорович (12 квітня 2005 р. — 13 березня 2007 р.)
- Кришталь Микола Андрійович (14 березня 2007 р. — 17 січня 2008 р.) — ректор Академії пожежної безпеки імені Героїв Чорнобиля
- Бут Віталій Петрович (17 січня 2008 р. — 16 березня 2010 р.)
- Кришталь Микола Андрійович (17 червня 2010 р. — 26 червня 2013 р.)
- Андрієнко Василь Миколайович (2 липня 2013 р. — 16 грудня 2014 р.)
- Тищенко Олександр Михайлович  (з січня 2015 р.— 28 січня 2020 р.)
- Гвоздь Віктор Михайлович (з 29 січня 2020р. — 15 січня 2024 р.)
- Романюк Ігор Павлович (з 16 січня 2024 р.) — т.в.о. начальника Черкаського інституту пожежної безпеки імені Героїв Чорнобиля НУЦЗ України

## Навчальна діяльність
Інститут є вищим навчальним закладом державної форми власності. Підготовка фахівців для ДСНС України здійснюється на денній та заочній формах навчання за напрямом (спеціальністю) «Пожежна безпека», напрямами «Психологія», «Системна інженерія», «Автоматизація та комп′ютерно-інтегровані технології», «Цивільний захист» та кількома спеціалізаціями. Загальна кількість курсантів, студентів та слухачів становить майже 3000 осіб (із них понад 50 % навчаються за державним замовленням).
Навчання в інституті здійснюється на 13 кафедрах, станом на 2021 рік працюють 18 докторів наук, 14 професорів та 104 кандидатів наук, 50 доцентів. До 2021 року в ВНЗ було успішно захищено 116 дисертацій на здобуття наукового ступеня кандидата наук, та 7 докторських.  23 особи отримали вчене звання доцента, 2 особи — професора.
Новий статус навчального закладу вимагав не лише зміни програм та термінів навчання, а й зростання якості підготовки спеціалістів для оперативно-рятувальної служби України. Одним із принципово нових напрямків у навчальному процесі стала його практична направленість. Більшість занять проходить не в аудиторіях, а в безпосередньому контакті з вогнем, на полігонах та в навчальних центрах. Головна увага приділяється озброєнню курсантів, студентів і слухачів знаннями та навичками вмілих дій в екстремальних умовах, так званих нестандартних ситуаціях. Для цього практикується проведення комплексних занять на об'єктах із застосуванням бойової техніки навчальної пожежної частини.
Протягом навчання курсанти, студенти і слухачі проходять навчальну практику та стажування (виробничу практику) на відповідних посадах у підрозділах ДСНС України.
Добрі результати дає вивчення характерних та резонансних пожеж на місцях з їх наступним аналізом, в якому беруть участь відповідальні працівники практичних підрозділів Служби. Традиційними стали заняття на полігоні в Черкасах, в Дахнівці. Тут курсанти, студенти та слухачі інституту мають змогу ознайомитися з новою пожежно-рятувальною технікою, методами гасіння нафтових та газових фонтанів, розливів нафтопродуктів, у їхній пам'яті надовго залишається робота у складі бойових ланок.
Інститут має необхідну навчально-матеріальну базу: 5 лекційних залів, клуб — актовий зал на 600 місць пристосований для проведення навчальних занять, 14 лабораторій, 36 навчальних кабінетів, спортивно-навчальні споруди та комплекси, вогневу смугу психологічної підготовки, тренувальний комплекс із підготовки газодимозахисників, навчальну пожежно-рятувальну частину, класи для самостійної роботи курсантів, бібліотеку, заміський спортивний табір, спортивний комплекс.
В інституті культивується 20 видів спорту. За останні роки проведено 7 комплексних спартакіад, понад 320 змагань і турнірів. В навчальному закладі підготовлено 22 майстри спорту міжнародного класу, понад 200 майстрів спорту України, більш ніж 300 кандидатів у майстри спорту. На базі академії проводяться Всеукраїнські змагання з пожежно-прикладного спорту на приз імені Героїв Чорнобиля Володимира Правика та Віктора Кібенка, в яких беруть участь провідні команди України та інших держав. На базі академії створено спортивний клуб «Рятівник». Команди клубу виступають у першій лізі Чемпіонатів України з міні-футболу, волейболу та баскетболу. Провідні спортсмени інституту в минулому році увійшли до збірної команди МНС України та в її складі посіли 4-те місце на II літніх Всеукраїнських іграх серед правоохоронних органів та військовослужбовців.
В інституті працює свій видавничий відділ, який готує та тиражує підручники, посібники та методичну літератури для свого та споріднених навчальних закладів.
Навчально-виховний процес в інституті вільний від втручань політичних партій, громадських та релігійних організацій. Відволікання слухачів від навчальних занять заборонено.
Мова навчання в інституті встановлюється відповідно до Конституції України та Закону «Про мови в Україні».
Порядок відбору кандидатів на навчання, прийняття та зарахування до інституту здійснюється на підставі правил прийому до Національного університету цивільного захисту України, відповідних актів та наказів Міністерства внутрішніх справ України і Міністерства освіти і науки України, які щорічно поновлюються.

### Структура
- Факультет оперативно-рятувальних сил
  - кафедра пожежної тактики та аварійно-рятувальних робіт
  - кафедра техніки та засобів цивільного захисту
  - кафедра фізико-хімічних основ розвитку та гасіння пожеж
  - кафедра спеціальної та фізичної підготовки
- Факультет пожежної безпеки
  - кафедра пожежно-профілактичної роботи
  - кафедра автоматичних систем безпеки та електроустановок
  - кафедра вищої математики та інформаційних технологій
  - кафедра будівельних конструкцій
- Факультет цивільного захисту
  - кафедра організації заходів цивільного захисту
  - кафедра психології діяльності в особливих умовах
  - кафедра управління у сфері цивільного захисту
  - кафедра суспільних наук
  - кафедра іноземних мов
  - науково-дослідна лабораторія інновацій у сфері цивільної безпеки

Діє Народний музей інституту. У зібрання музею увійшли унікальні фото, особисті речі героїв, технічні моделі, пожежно-технічне обладнання рятувальників минулих часів, історичні експонати становлення та розвитку інституту.

### Спорт та навчання
З перших кроків розвитку навчального закладу спортивній складовій підготовки курсантів надавалося пріоритетне значення. У 1973 р. наказом начальника училища інженер-полковника Стояновича О. Е. були створені спортивні секції з боротьби самбо, лижних гонок та біатлону, легкої атлетики, кульової стрільби, плавання, волейболу. Спортсмени-розрядники отримали можливість тренуватися в центральних секціях обласної ради «Динамо». Найважливішим був, звісно, пожежно-прикладний спорт. Влітку 1976 р. спортсмени училища, під керівництвом лейтенанта внутрішньої служби С. О. Стояновича вибороли перше місце на республіканських змаганнях з пожежно-прикладного спорту.
Цілеспрямована політика на розвиток спорту дала позитивні результати. Напередодні Олімпіадою-80, було проаналізовано спортивні результати курсантів училищ - за короткий проміжок часу в училищі виховали 16 майстрів спорту, 50 кандидатів у майстри спорту, 185 спортсменів 1-го розряду. У 80-х роках ХХ століття Черкаське пожежно-технічне училище ініціювало проведення щорічних змагань із пожежно-прикладного спорту на честь Героя Радянського Союзу Івана Онопрієнка.
З квітня 1996 р. навчальний заклад став ініціатором проведення щорічного відкритого чемпіонату України з пожежно-прикладного спорту на приз Героїв Чорнобиля В. Правика та В. Кібенка.
Навчальний заклад завжди славився спортивними здобутками і є лідером серед закладів Черкащини. На базі інституту в 2003 р. створено спортивний клуб «Рятівник». У вузі культивується понад два десятки видів спорту. Три роки поспіль в інституті проводився Всеукраїнський турнір з міні-футболу пам'яті Героїв Чорнобиля. Участь у змаганнях беруть команди військових ліцеїв, ліцеїв військово-спортивного профілю та з посиленою військово-фізичною підготовкою.
На фінальному Чемпіонаті України з футзалу у жовтні 2018 р. серед вищих навчальних закладів МВС України футбольна команда ЧІПБ «Рятівник» виборола почесне перше місце.
Станом на 2021 рік підготовлено 5 заслужених майстрів спорту, 25 майстрів спорту міжнародного класу, 230 майстрів спорту, велика кількість спортсменів-розрядників. Серед курсантів та співробітників навчального закладу — чемпіони та призери чемпіонатів світу і Європи, як з пожежно-прикладного, так і з інших видів спорту: Ігор Дагіль, Руслан Косенко, Олексій Будник, Віталій Снесар, Ігор Приходько, Василь Нечко, Віталій Новгородченко, Арсен Іпієв, Анастасія Сапсай, Артур Єфремов, Владислава Торопцева.
Гордістю інституту є олімпійці: мсмк з кульової стрільби, чемпіонка Європи майор с. ц. з. Дарія Шаріпова; ЗМС України з кульової стрільби, срібний призер XXXI Літніх Олімпійських ігор — Сергій Куліш; чемпіони ІІІ літніх Юнацьких Олімпійських ігор — курсант Іван Тищенко та співробітниця чемпіонка і рекордсменка чемпіонатів Європи Валерія Іваненко; дворазова чемпіонка Європи, чемпіонка відкритого Континентального кубку з дзюдо, чемпіонка II Європейських ігор — Анастасія Сапсай.
Дарія Шаріпова, Юлія Олішевська представляли Україну на Олімпійських іграх у Пекіні та Лондоні, а Сергій Куліш був бронзовим призером на перших юнацьких олімпійських іграх у м. Сінгапурі. У серпні 2016 р. вихованець навчального закладу Сергій Куліш став срібним призером XXXI Літніх Олімпійських ігор у Ріо-де-Жанейро у стрільбі з пневматичної гвинтівки на 10 метрів. Нині 7 представників інституту входять до основного складу збірних команд України.

## Наукова діяльність
Ведеться велика робота з організації наукових досліджень, створення тя обладнання науково-дослідних лабораторій. Головними напрямами наукової дослідної роботи в інституті є дослідження особливостей розвитку та припинення горіння; розробка та вдосконалення пожежно-технічного озброєння та обладнання, зокрема зразків протипожежної імпульсної техніки; досліджені проблем психологічної підготовки працівників пожежної охорони, їх професійного добору; розробка нових вогнегасних речовин та вогнезахисних матеріалів тощо.
Науковцями інституту отримано 30 патентів на корисні моделі та винаходи, 38 авторських свідоцтв. Колектив інституту щорічно бере участь у роботі Міжнародного виставкового форуму «Технології захисту/ПожТех» (м. Київ). Упродовж останніх трьох років винаходи авторських колективів навчального закладу займають престижні місця на Всеукраїнському конкурсі «Винахід року», який щорічно проводиться під егідою Державної служби інтелектуальної власності України.

## Міжнародні зв'язки
Навчальний заклад розглядає міжнародні контакти як один із пріоритетних напрямів своєї діяльності, яка здійснюється як у рамках міжнародного співробітництва ДСНС України, так і на основі налагодження та розвитку прямих зв'язків зі спорідненими навчальними закладами Республіки Польщі, Республіки Білорусь, Французької Республіки, Федеративної Республіки Німеччини, Королівства Нідерландів, Литовської Республіки, Латвійської Республіки, Естонської Республіки, Республіки Болгарії, Республіки Грузії, Азербайджанської Республіки, Республіки Казахстан тощо.
Всього підписано 31 угоду про міжнародне співробітництво з навчальними закладами та компаніями. З 2016 р. навчальний заклад увійшов до Європейської асоціації навчальних закладів пожежних служб.
Викладачі, співробітники, курсанти та студенти інституту активно беруть участь у міжнародних семінарах, конференціях, практичних та теоретичних навчаннях, тренінгах, стажуваннях, спортивних змаганнях та чемпіонатах Європи і світу.
Тісною є співпраця з колегами із Польщі — підписано угоди про співпрацю з 7-ма закладами вищої освіти. Основним стратегічним партнером залишається Головна школа пожежної служби Республіки Польщі. З 2017 року інститут бере участь у програмі академічної мобільності Erasmus+ як заклад-партнер цієї школи. З 2018 року відбулися перші студентські академічні мобільності до Поморської академії. З початку 2018—2019 навчального року інститут проводить спільні навчання з Головною школою пожежної служби (м. Варшава) за І рівнем освіти (бакалавр) за спеціальністю інженерія пожежної безпеки, в рамках отримання подвійного диплому. Для інтенсифікації співпраці з навчальними закладами Польщі в інституті створено центр українсько-польських освітніх інновацій.

## Участь курсантів та особового складу у гасінні пожеж
Особлива увага в інституті приділяється практичному навчанню — основі майбутнього професійного зростання фахівця оперативно-рятувальної служби цивільного захисту.
Зокрема, вперше 28 січня 1975 р. курсанти училища пройшли серйозне випробування на мужність у професійній галузі. Ввечері цього дня на складі готової продукції Черкаської фабрики гігроскопічної вати виникла пожежа. По тривозі особовий склад училища на чолі з полковником внутрішньої служби О. Е. Стояновичем виїхав на фабрику. У суцільному димі, за високої температури курсанти зуміли запустити внутрішнє пожежне обладнання, забезпечити швидку евакуацію майна. Дії курсантів відіграли вирішальну роль у приборканні пожежі та були високо оцінені керівництвом Черкаської області.
У цей період особовий склад училища пройшов ще одне з випробувань. О двадцятій годині 31 березня 1975 р. начальнику училища зателефонували з управління внутрішніх справ області та повідомили, що у Шполянському районі на Лебединському насіннєвому заводі виникла велика пожежа, необхідна допомога. Через 30 хвилин підняті по тривозі курсанти вже були в бойовому одязі і виїхали на місце виклику. Пожежа безперешкодно розповсюджувалася протягом шести годин і була суцільною стіною з полум'я. Курсанти працювали всю ніч без зміни. Було врятовано державне майно на 18,5 мільйонів карбованців. Керівництво УВС високо оцінило професійну майстерність і мужність курсантів та викладачів Черкаського пожежно-технічного училища. Іменними годинниками були нагороджені капітани внутрішньої служби В. Шевкопляс та Л. Неселівський, лейтенант внутрішньої служби Б. Біленко та курсанти зведеного загону. А полковник внутрішньої служби О. Стоянович був нагороджений медаллю «За відвагу на пожежі».
Успішними були дії особового складу училища й під час ліквідації пожеж: у листопаді 1975 року у лісах Смілянщини, у грудні 1976 р. — будівлі міської хорової спілки, у червні 1979 р. та травні 1986 р. — на Ірдинському торфооб'єднанні.

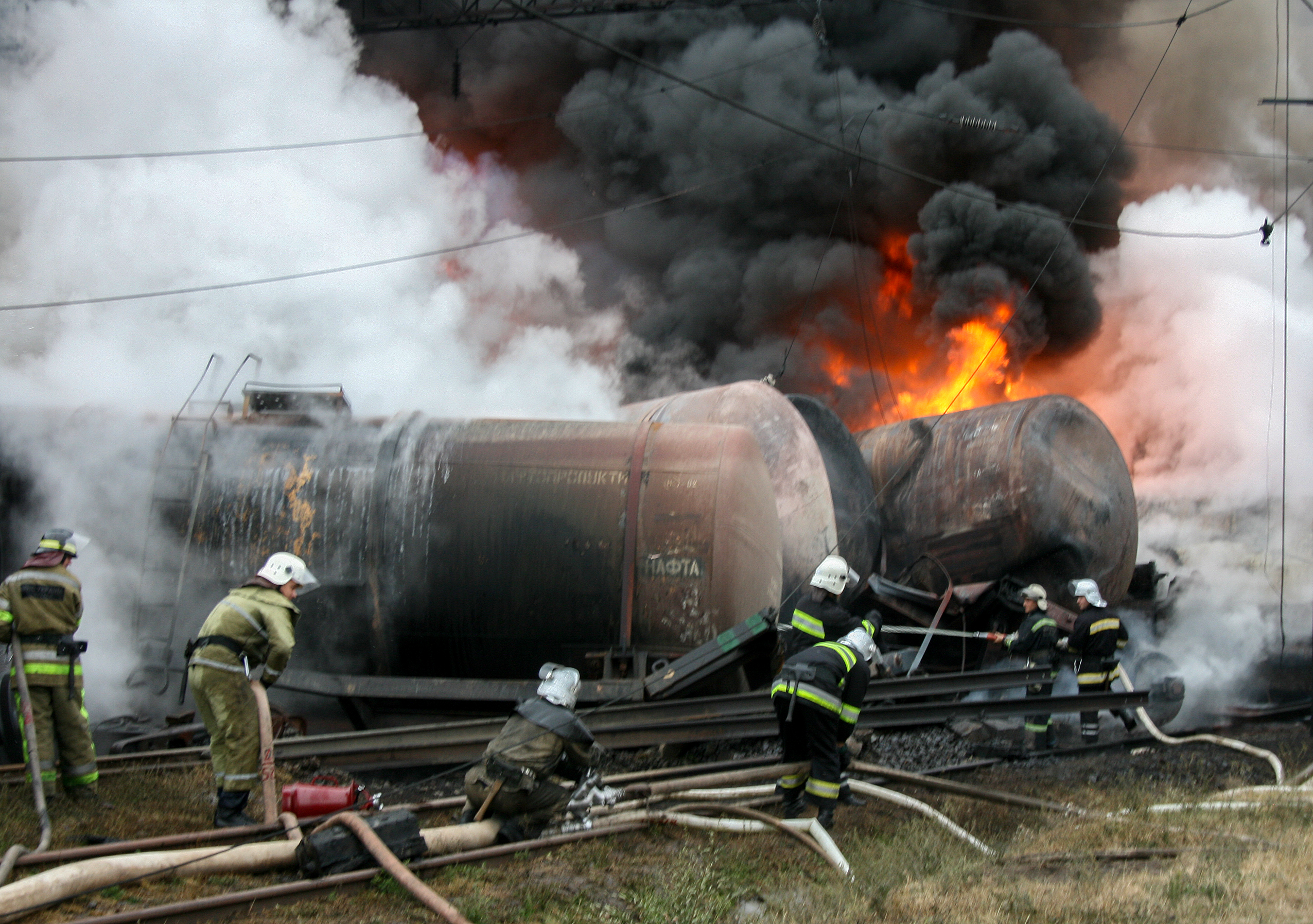
Участь курсантів АПБ імені Героїв Чорнобиля в ліквідація надзвичайної ситуації на залізничній станції «Городище»

Складним випробуванням для колективу училища стала ліквідація пожеж в Автономній Республіці Крим. В самий розпал навчання, 19 жовтня 1993 р., на ім'я начальника училища надійшла телефонограма з МВС України, яка наказувала сформувати загін для боротьби з пожежами в Криму. Такий загін у складі 300 осіб був сформований. На чолі загону став начальник училища полковник внутрішньої служби В. О. Лобода. Разом із ним виїхали в Крим полковники внутрішньої служби: В. Дмитрюк, Б. Орел, М. Близнюк; підполковники внутрішньої служби: М. Кришталь, С. Корчев; майори внутрішньої служби: О. Пеньковський, С. Татаринов, В. Новгородченко та інші. Десять діб йшла боротьба зі стихією. Багато курсантів проявили мужність та відвагу, за що заслужили подяку від керівництва Автономної Республіки Крим.
22 серпня 2014 р. сталася надзвичайна ситуація на залізничній станції «Городище» унаслідок сходу з рейок 20 цистерн та розливу і загоряння нафтопродуктів. У ліквідації надзвичайної ситуації брали участь 50 курсантів та 3 одиниці техніки інституту. Завдання, поставлені перед зведеним загоном інституту, були успішно виконані.

## Нагороди
За мужність і самовідданість, проявлені при ліквідації аварії на Чорнобильській АЕС, випускникам навчального закладу лейтенантам внутрішньої служби Володимиру Правику і Віктору Кібенку було надано високе звання Героїв Радянського Союзу та нагороджено Почесною відзнакою Президента України — зіркою «За мужність».
За результатами громадського опитування та рекомендацій Міністерства освіти і науки України колектив навчального закладу у 2002 році був удостоєний високої нагороди Міжнародного академічного рейтингу популярності та якості «Золота Фортуна» в номінації «За вагомий внесок у справу підготовки висококваліфікованих кадрів для пожежної охорони України» — срібної медалі «Незалежність України».
26 червня 2003 року за підсумками Всеукраїнського рейтингу вищих навчальних закладів України «Софія Київська» академію нагороджено Дипломом лауреата рейтингу вищих навчальних закладів України «Софія Київська — 2003»..
У січні 2004 р. інститут був нагороджений «Орденом пошани» Міжнародної кадрової академії.
У вересні 2010 р. оргкомітет Всеукраїнської програми «Золоті руки країни» нагородив академію статуеткою «Золоті руки країни» і дипломом лауреата програми 2010 р. за значні трудові здобутки у справі підготовки фахівців для органів і підрозділів цивільного захисту України та з нагоди Дня рятівника.
У квітні 2016 р. під час урочистостей з нагоди святкування Міжнародного дня інтелектуальної власності патент авторського колективу інституту на винахід № 107964 «Вогнезахисна полімерна композиція» був визнаний кращим у номінації «Кращий винахід — 2015 в Черкаській області».

## Відомі випускники
Герої Радянського Союзу
- Кібенок Віктор Миколайович (1986)
- Правик Володимир Павлович (1986)

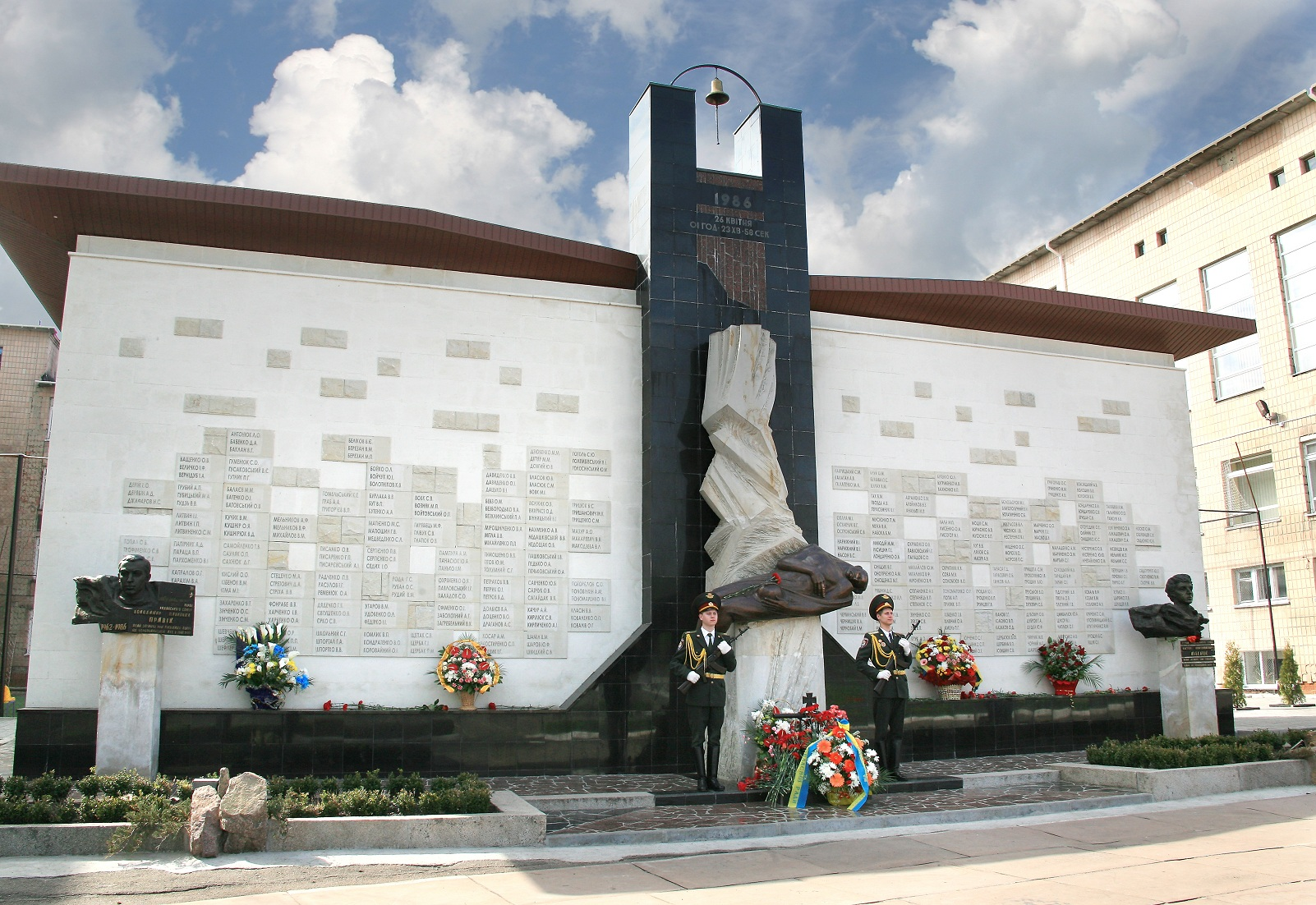
Меморіал Героям Чорнобиля в Черкаському інституті пожежної безпеки імені Героїв Чорнобиля

Імена 357 випускників інституту, учасників ліквідації аварії на Чорнобильській АЕС, викарбувані на Монументі Героям Чорнобиля. 
Співробітники училища — підполковники внутрішньої служби Варлигін М. М. та Гончаров М. Т. очолювали штаб Черкаського зведеного загону протипожежної служби цивільної оборони під час ліквідації наслідків аварії на Чорнобильській АЕС у червні 1986 р.
Гордістю навчального закладу та ДСНС України є випускники — заступник Голови ДСНС України генерал-майор с.ц.з. Ільченко Микола Володимирович, начальник Українського науково-дослідного інституту цивільного захисту генерал-майор с.ц.з. Кропивницький Віталій Станіславович, очільники територіальних органів ДСНС в областях генерал-майори с.ц.з.: Грушовінчук Володимир Васильович, Лепський Олексій Миколайович.